# Liste der Wirtschaftssenatoren von Berlin
Dies ist eine Liste der Wirtschaftssenatoren von Berlin seit 1945.
| Name                                              | Amtsantritt                                                                    | Senat                                                      | Partei                  |
| Stadtrat für Wirtschaft                           | Stadtrat für Wirtschaft                                                        | Stadtrat für Wirtschaft                                    | Stadtrat für Wirtschaft |
| ------------------------------------------------- | ------------------------------------------------------------------------------ | ---------------------------------------------------------- | ----------------------- |
| Hermann Landwehr                                  | 19. Mai 1945                                                                   | Magistrat Werner                                           | parteilos               |
| Stadtrat für Wirtschaft, Handel und Handwerk      |                                                                                |                                                            |                         |
| Gustav Klingelhöfer                               | 8. Januar 1947 16. April 1947 8. Mai 1947                                      | Magistrat Ostrowski Magistrat Reuter I Magistrat Schroeder | SPD                     |
| Stadtrat für Wirtschaft                           |                                                                                |                                                            |                         |
| Gustav Klingelhöfer                               | 7. Dezember 1948                                                               | Magistrat Reuter II                                        | SPD                     |
| Senator für Wirtschaft und Ernährung              |                                                                                |                                                            |                         |
| Wilhelm Eich                                      | 1. Februar 1951 22. Oktober 1953                                               | Reuter Schreiber                                           | FDP                     |
| Senator für Wirtschaft und Kredit                 |                                                                                |                                                            |                         |
| Paul Hertz                                        | 11. Januar 1955 2. Februar 1957 14. Februar 1959                               | Suhr Brandt I Brandt II                                    | SPD                     |
| Karl Schiller                                     | 21. Dezember 1961                                                              | Brandt II                                                  | SPD                     |
| Senator für Wirtschaft                            |                                                                                |                                                            |                         |
| Karl Schiller                                     | 16. April 1963                                                                 | Brandt III                                                 | SPD                     |
| Karl König                                        | 4. November 1965 20. April 1966 3. April 1967 16. Oktober 1967 2. Oktober 1971 | Brandt III Albertz I Albertz II Schütz I Schütz II         | SPD                     |
| Wolfgang Lüder                                    | 16. Oktober 1975 3. Juli 1977 18. März 1979                                    | Schütz III Stobbe I Stobbe II                              | FDP                     |
| Guido Brunner                                     | 10. Mai 1981                                                                   | Vogel                                                      | FDP                     |
| Senator für Wirtschaft und Verkehr                |                                                                                |                                                            |                         |
| Elmar Pieroth                                     | 11. Juni 1981 8. März 1984                                                     | von Weizsäcker Diepgen I                                   | CDU                     |
| Senator für Wirtschaft und Arbeit                 |                                                                                |                                                            |                         |
| Elmar Pieroth                                     | 10. März 1985                                                                  | Diepgen II                                                 | CDU                     |
| Senator für Wirtschaft                            |                                                                                |                                                            |                         |
| Peter Mitzscherling                               | 16. März 1989                                                                  | Momper                                                     | SPD                     |
| Senator für Wirtschaft und Technologie            |                                                                                |                                                            |                         |
| Norbert Meisner                                   | 24. Januar 1991                                                                | Diepgen III                                                | SPD                     |
| Senator für Wirtschaft und Betriebe               |                                                                                |                                                            |                         |
| Elmar Pieroth                                     | 25. Januar 1996                                                                | Diepgen IV                                                 | CDU                     |
| Senator für Wirtschaft und Technologie            |                                                                                |                                                            |                         |
| Wolfgang Branoner                                 | 9. Dezember 1998                                                               | Diepgen V                                                  | CDU                     |
| Juliane von Friesen                               | 16. Juni 2001                                                                  | Wowereit I                                                 | Grüne                   |
| Senator für Wirtschaft, Arbeit und Frauen         |                                                                                |                                                            |                         |
| Gregor Gysi                                       | 17. Januar 2002                                                                | Wowereit II                                                | PDS                     |
| Harald Wolf                                       | 29. August 2002                                                                | Wowereit II                                                | PDS                     |
| Senator für Wirtschaft, Technologie und Frauen    |                                                                                |                                                            |                         |
| Harald Wolf                                       | 23. November 2006                                                              | Wowereit III                                               | PDS                     |
| Senator für Wirtschaft, Technologie und Forschung |                                                                                |                                                            |                         |
| Sybille von Obernitz                              | 1. Dezember 2011                                                               | Wowereit IV                                                | parteilos               |
| Cornelia Yzer                                     | 27. September 2012                                                             | Wowereit IV Müller I                                       | CDU                     |
| Senator für Wirtschaft, Energie und Betriebe      |                                                                                |                                                            |                         |
| Ramona Pop                                        | 8. Dezember 2016                                                               | Müller II                                                  | Grüne                   |
| Stephan Schwarz                                   | 21. Dezember 2021                                                              | Giffey                                                     | parteilos               |
| Franziska Giffey                                  | 27. April 2023                                                                 | Wegner                                                     | SPD                     |